# Jan Nepomuk Lažanský z Bukové
Jan Nepomuk hrabě Lažanský z Bukové (Jan Nepomuk Alois Ignác Michael Martin říšský hrabě Lažanský z Bukové, 8. listopadu 1774, Chyše – 24. ledna 1830, Praha) byl český šlechtic a rakouský politik. Od mládí působil ve státních službách, ve své kariéře nakonec dlouhodobě zastával post nejvyššího zemského sudího v Čechách (1813–1830). Jeho majetkem bylo panství Chyše.

## Životopis

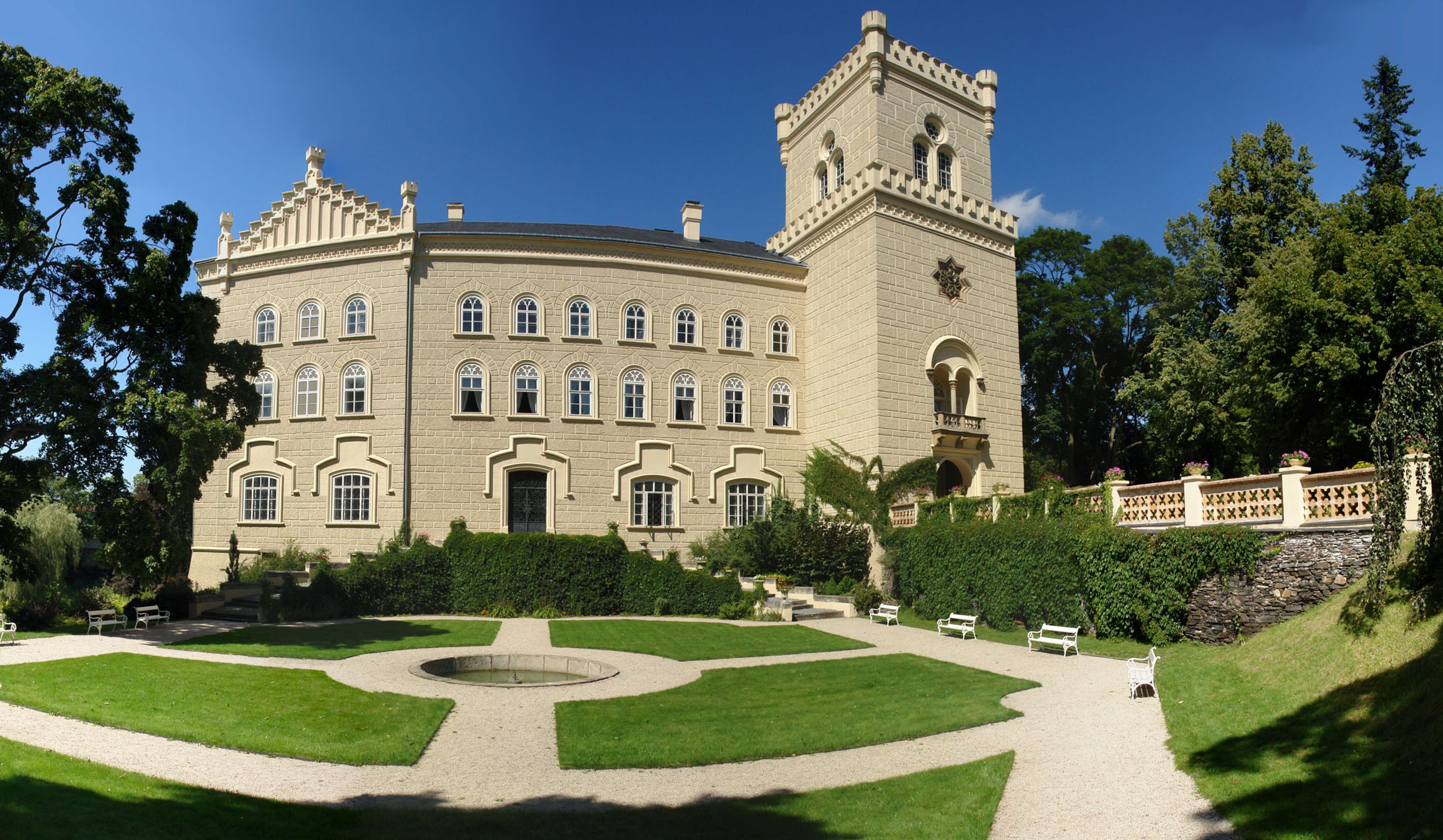
Zámek Chyše

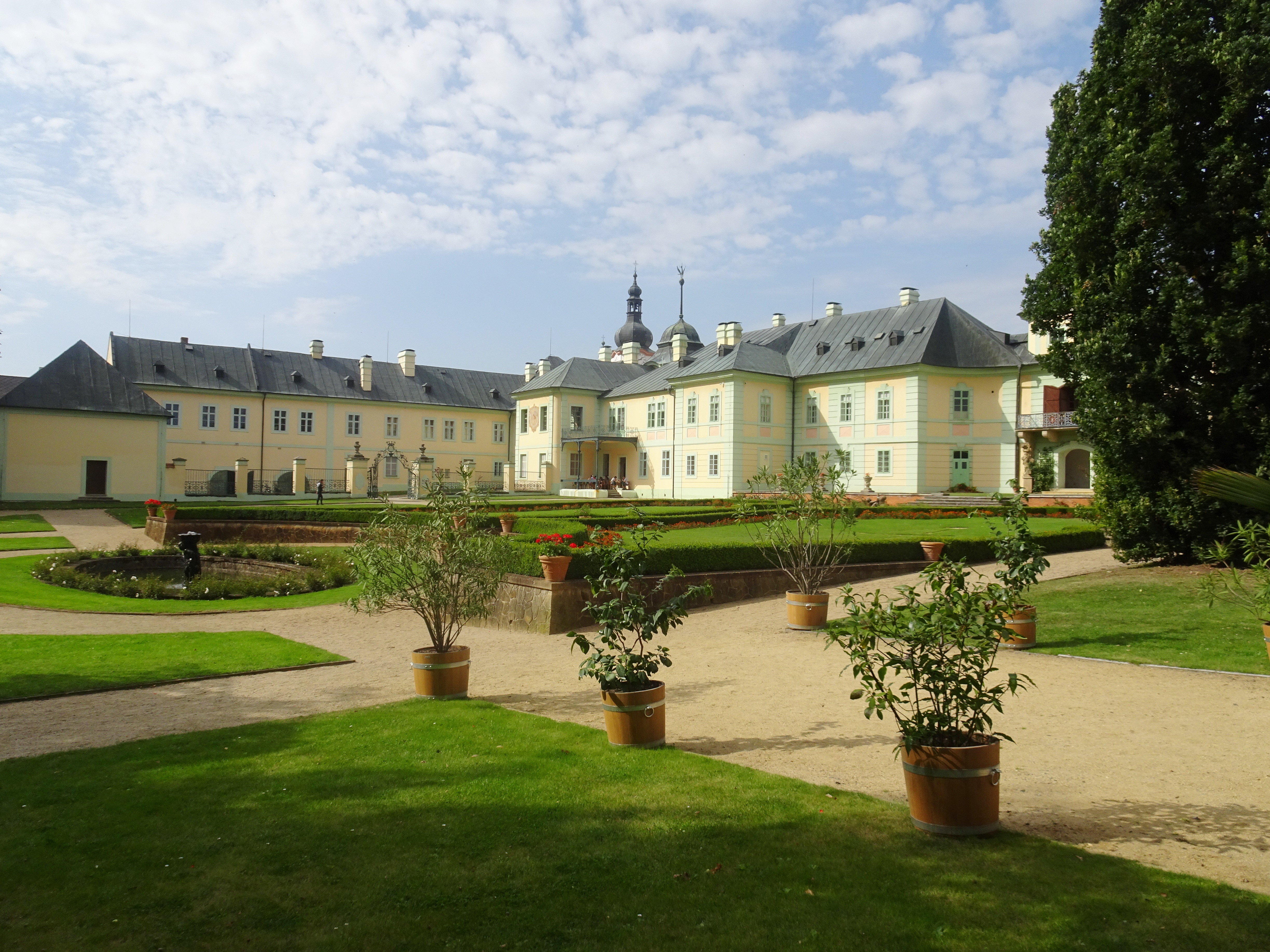
Zámek Manětín

Pocházel ze starého šlechtického rodu Lažanských z Bukové, narodil se jako třetí syn nejvyššího kancléře Prokopa I. Lažanského z Bukové (1741–1804), matka Valburga (1751–1799) pocházela z rodu Krakovských z Kolovrat. 
Vystudoval práva a v roce 1796 dosáhl titulu JUDr., po studiích působil u zemského soudu v Dolních Rakousích, v letech 1799–1805 byl dolnorakouským vládním radou. V letech 1805–1813 radou apelačního soudu v Čechách a v roce 1805 zároveň získal hodnost c. k. komořího. Od roku 1813 až do smrti byl nejvyšším zemským sudím a prezidentem zemského soudu v Čechách, v roce 1815 obdržel hodnost c. k. tajného rady.
Se starším bratrem spravoval společně panství Chyše a Struhaře (do roku 1826), zároveň byl samostatným majitelem panství Manětín a Rabštejn nad Střelou. Ve funkci nejvyššího sudího užíval jako svou pražskou rezidenci od roku 1817 Kolovratský palác v Praze.
V roce 1805 se na hradě Červený Kameň oženil s hraběnkou Alžbětou Pálffyovou z Erdődu (1782–1843) z významného uherského šlechtického rodu, jež po matce pocházela z české rodiny Krakovských z Kolovrat. Alžběta byla sestrou uherského dvorského kancléře Fidelise Pálffyho (1788–1864) nebo benátského místodržitele Aloise Pálffyho (1801–1876). 
Z manželství Jana Nepomuka Lažanského a Alžběty Pálffyové se narodilo jedenáct dětí, z nichž některé zemřely v dětství. Mladší synové Rudolf (1816–1841) a Václav (1818–1853) sloužili v armádě, starší synové Jan Karel (1806–1878) a Prokop Alois (1809–1875) se rozdělili o vlastnictví velkostatků Manětín a Rabštejn.